# Teatro Nacional de Panamá
El Teatro Nacional de Panamá es el principal lugar para las artes escénicas en Panamá. Se encuentra en el Casco Antiguo de la Ciudad de Panamá, a un costado de la Iglesia de San Francisco y diagonal a la plaza Bolívar. Su construcción fue ordenada mediante ley 52 del 20 de mayo de 1904, durante el gobierno de Manuel Amador Guerrero.

## Historia

### Historia antes del teatro

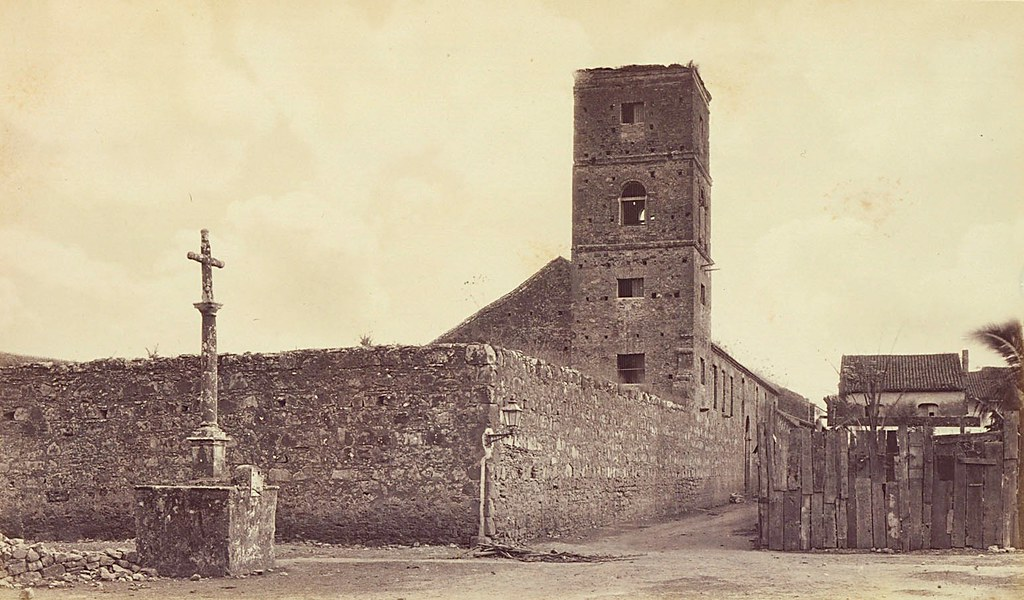
Ruinas del Convento de la Concepción cuando era utilizado como un cuartel militar, fotografía tomada por Eadweard Muybridge en 1875.

El Teatro Nacional ocupa, junto con el Palacio Nacional de Gobierno, el solar del Convento de la Concepción, perteneciente a las Monjas enclaustradas de la Encarnación edificado en 1673 con el traslado de la Ciudad de Panamá. La Orden anteriormente se encontraba en la primera Ciudad de Panamá, y el convento era uno de los más grandes de la antigua ciudad.
El Teatro Nacional formaba parte del huerto de las religiosas, que casi no sufrió estragos en el incendio de la ciudad en 1756, según un plano de la ciudad. El monasterio estaba en el terreno del Palacio Nacional en la actualidad. En 1862, la orden fue expulsada del país, y el convento fue utilizado como cuartel militar, y era conocido como “el cuartel de las monjas”. La estructura fue abandonada posteriormente y demolida a inicios del siglo XX.

### Construcción del teatro

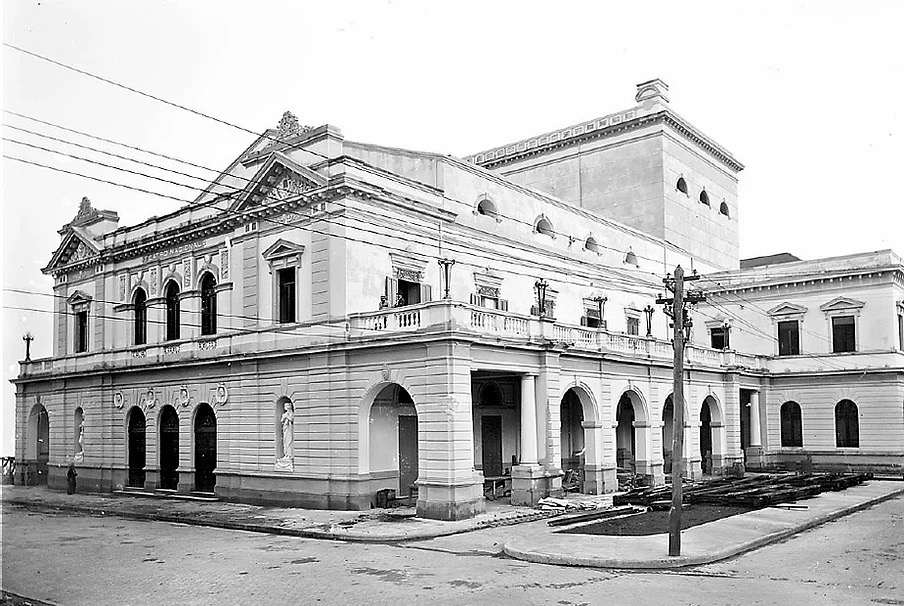
Teatro Nacional de Panamá en 1908, año en que fue inaugurado.

El teatro fue concebido por el arquitecto italiano Genaro Ruggieri, con un estilo de teatro de ópera italiano, e inaugurado el 1 de octubre de 1908.  Esta inauguración coincidió con la toma de posesión de José Domingo de Obaldía, segundo presidente de la República de Panamá. Su apertura artística, sin embargo, no se dio sino semanas más tarde con el estreno de la ópera Aida, a cargo de la Compañía de Ópera Lombardi, que llegó con todo su elenco en el vapor Parismina procedente de Guatemala, después de haber actuado en varios teatros del mundo.

## Estructura

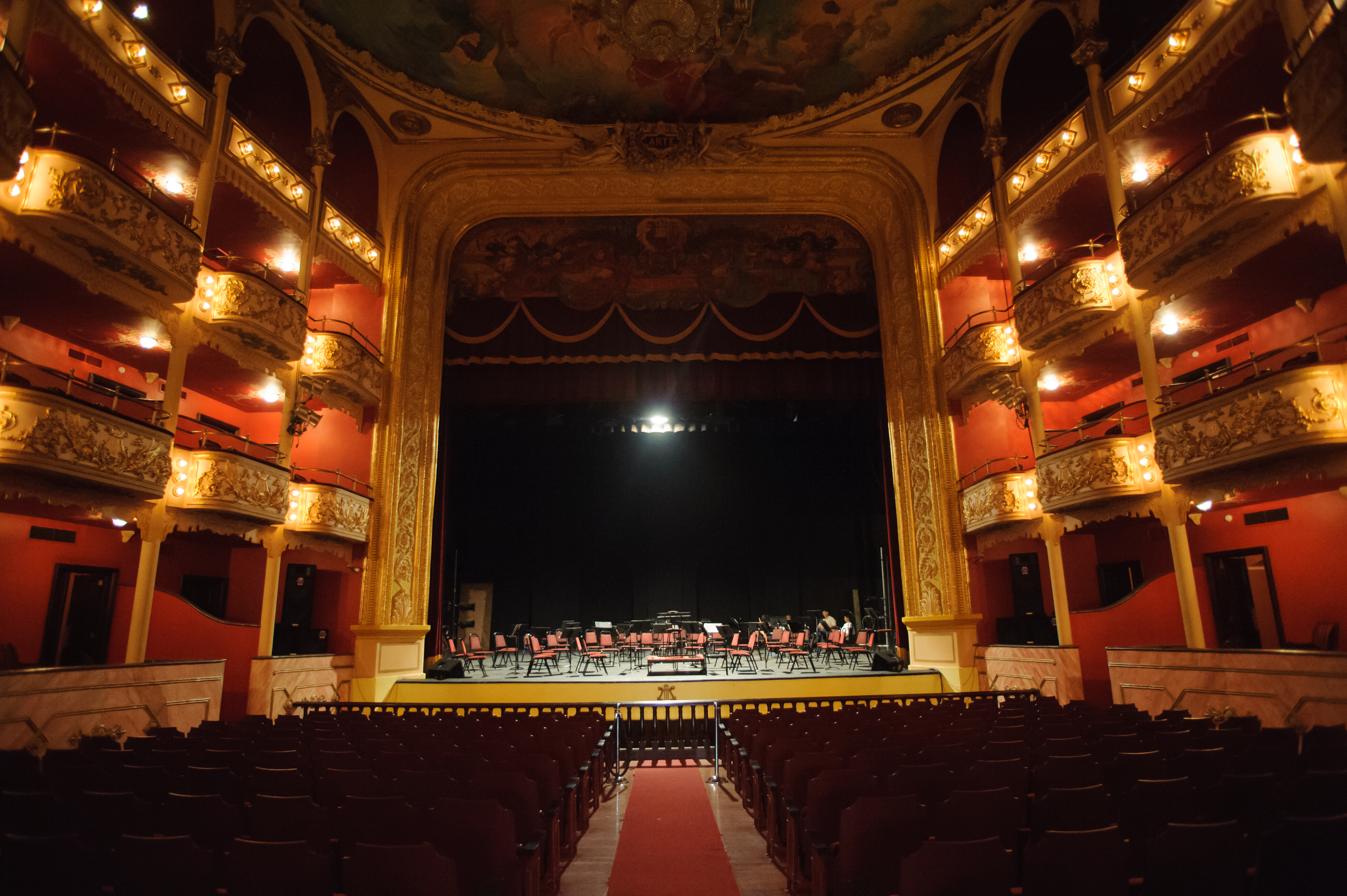
Interior del Teatro Nacional de Panamá.

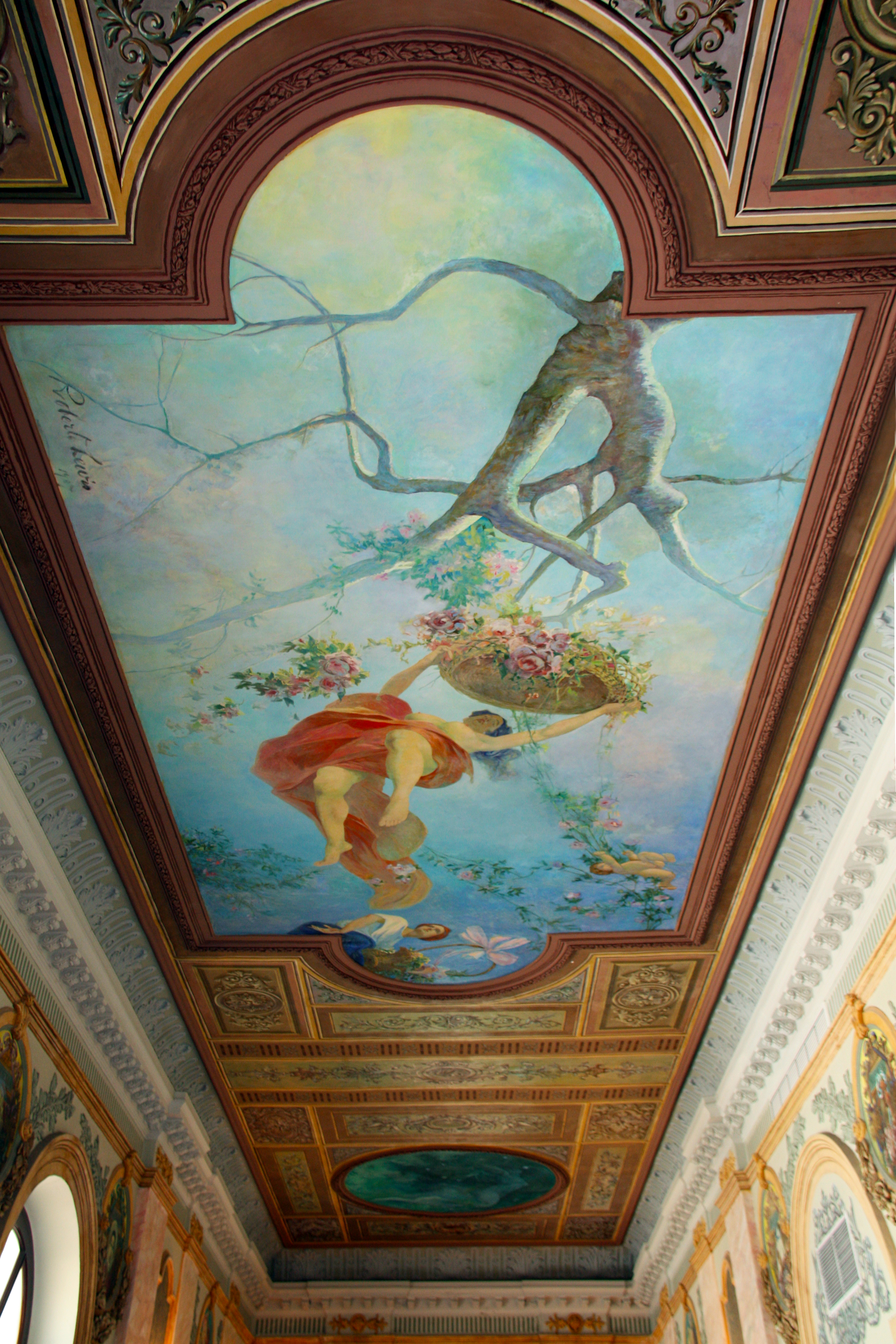
Foyer del Teatro Nacional.

Su fachada neoclásica está compuesta por seis arcadas coronadas. A cada uno de los lados de la entrada principal se encuentras dos esculturas que representan la musa de las letras y la de la música. Sobre estas se observan seis medallones en relieve que homenajean a las figuras de Wagner, Shakespeare, Molière, Rossini, Cervantes y Lope de Vega.
El techo del teatro cuenta con un inmenso lienzo pintado por el artista panameño Roberto Lewis, además de ser el pintor de las obras del Palacio de las Garzas.
El teatro tiene capacidad para acomodar 853 personas, distribuidas en anfiteatro, platea, dos pisos de balcones, foso para la orquesta y una galería.  En la planta baja, el escenario brinda una estudiada profundidad para el desplazamiento de las actividades y el fondo ha sido mejorado para adecuarlo a las dimensiones de las orquestas modernas.